# Квітнева сільська рада (Близнюківський район)
Кві́тнева сільська́ ра́да — колишня  адміністративно-територіальна одиниця та орган місцевого самоврядування у Близнюківському районі Харківської області. Адміністративний центр — село Квітневе.

## Загальні відомості
- Кіровська сільська рада утворена в 1930 році.
- Територія ради: 64,4 км²
- Населення ради: 1 094 особи (станом на 2001 рік)

## Населені пункти
Сільській раді були підпорядковані населені пункти:
- с. Квітневе
- с. Слобожанське
- с. Мирне
- с. Шевченкове Друге
- с. Шевченкове Перше

## Склад ради
Рада складалася з 16 депутатів та голови.
- Голова ради: Голуб Людмила Михайлівна
- Секретар ради: Федоркіна Ганна Григорівна

### Керівний склад попередніх скликань
| Прізвище, ім'я, по батькові | Основні відомості                                                 | Дата обрання | Дата звільнення |
| --------------------------- | ----------------------------------------------------------------- | ------------ | --------------- |
| Голуб Людмила Михайлівна    | Сільський голова, 1968 року народження, освіта вища, позапартійна | 26.03.2006   | 31.10.2010      |
| Голуб Людмила Михайлівна    | Сільський голова, 1968 року народження, освіта вища, позапартійна | 31.10.2010   |                 |

Примітка: таблиця складена за даними сайту Верховної Ради України

### Депутати
За результатами місцевих виборів 2010 року депутатами ради стали:

#### За суб'єктами висування
| Суб'єкт висування                                       | Кількість обраних депутатів | %    |
| ------------------------------------------------------- | --------------------------- | ---- |
| Партія регіонів                                         | 4                           | 25   |
| Комуністична партія України                             | 3                           | 18,8 |
| Політична партія Всеукраїнське об'єднання «Батьківщина» | 2                           | 12,5 |
| Політична партія «Сильна Україна»                       | 2                           | 12,5 |
| Самовисування                                           | 2                           | 12,5 |
| Народна партія                                          | 1                           | 6,3  |
| Партія «Відродження»                                    | 1                           | 6,3  |
| Соціалістична партія України                            | 1                           | 6,3  |

#### За округами
| № округу                                                | Прізвище, ім'я, по батькові      | Дата визнання обраним | Освіта  | Партійна приналежність                        | Відомості про обраного депутата                                                            |
| ------------------------------------------------------- | -------------------------------- | --------------------- | ------- | --------------------------------------------- | ------------------------------------------------------------------------------------------ |
| Комуністична партія України                             |                                  |                       |         |                                               |                                                                                            |
| 8                                                       | Березняк Клавдія Миколаївна      | 01.11.2010            | вища    | позапартійна                                  | пенсіонер                                                                                  |
| 10                                                      | Петрова Людмила Вікторівна       | 01.11.2010            | середня | позапартійна                                  | Кіровське поштове відділення, листоноша                                                    |
| 13                                                      | Федоркіна Ганна Григорівна       | 01.11.2010            | середня | позапартійна                                  | тимчасово не працює                                                                        |
| Народна Партія                                          |                                  |                       |         |                                               |                                                                                            |
| 6                                                       | Пасенко Ніна Іванівна            | 01.11.2010            | середня | член Народної партії                          | пенсіонер                                                                                  |
| Партія «ВІДРОДЖЕННЯ»                                    |                                  |                       |         |                                               |                                                                                            |
| 12                                                      | Трофименко Ольга Олександрівна   | 01.11.2010            | середня | член Партії «ВІДРОДЖЕННЯ»                     | Станція Близнюки, товарний касир                                                           |
| Партія регіонів                                         |                                  |                       |         |                                               |                                                                                            |
| 1                                                       | Букін Олександр Володимирович    | 01.11.2010            | середня | член Партії регіонів                          | тимчасово не працює                                                                        |
| 2                                                       | Волошина Валентина Олександрівна | 01.11.2010            | середня | член Партії регіонів                          | пенсіонер                                                                                  |
| 4                                                       | Москаленко Віктор Костянтинович  | 01.11.2010            | середня | член Партії регіонів                          | пенсіонер                                                                                  |
| 9                                                       | Городнича Інна Анатоліївна       | 26.11.2012            | вища    | член Партії регіонів                          | Кіровська загальноостівня школа I-III ст., заступник директора з навчально-виховної роботи |
| Політична партія Всеукраїнське об'єднання «Батьківщина» |                                  |                       |         |                                               |                                                                                            |
| 3                                                       | Овчинник Юрій Григорович         | 01.11.2010            | вища    | член Всеукраїнського об'єднання «Батьківщина» | Одноосібник                                                                                |
| 15                                                      | Мизніков Іван Якович             | 01.11.2010            | вища    | позапартійний                                 | приватний підприємець                                                                      |
| Політична партія «Сильна Україна»                       |                                  |                       |         |                                               |                                                                                            |
| 7                                                       | Лісна Олена Іванівна             | 01.11.2010            | вища    | член Політичної партії «Сильна Україна»       | Кіровська сільська рада, головний бухгалтер                                                |
| 16                                                      | Абасова Пакіят Шахмерденівна     | 01.11.2010            | вища    | член Політичної партії «Сильна Україна»       | Кіровська сільська бібліотека, бібліотекар                                                 |
| Соціалістична партія України                            |                                  |                       |         |                                               |                                                                                            |
| 5                                                       | Балясний Сергій Леонідович       | 01.11.2010            | середня | член Соціалістичної партії України            | Слов'янська дистанція колії, черговий по переїзду                                          |
| Самовисування                                           |                                  |                       |         |                                               |                                                                                            |
| 11                                                      | Литвин Наталія Олександрівна     | 01.11.2010            | середня | позапартійна                                  | приватний підприємець                                                                      |
| 14                                                      | Горобцов Юрій Михайлович         | 27.12.2010            | вища    | позапартійний                                 | Центр поштового зв'язку № 6, заступник начальника                                          |